# Bruno Cipolla
Bruno Cipolla (født 24. december 1952 i Cuneo) er en italiensk tidligere roer og olympisk guldvinder.
Cipolla var styrmanden i den italienske toer med styrmand, der blev roet af Renzo Sambo og Primo Baran og i 1967 vandt EM-guld.
Ved OL 1968 i Mexico City var stillede Sambo, Baran og Cipolla op i samme disciplin, og italienerne blev nummer to i indledende heat, inden de vandt deres semifinale. I finalen førte hollænderne i begyndelsen, men italienerne roede stabilt og indhentede hollænderne og endte med at vinde guld med et forspring på næsten to sekunder til hollænderne, der fik sølv, mens Danmark akkurat tog bronzemedaljerne foran den østtyske båd.
Efter OL-sejren ville Fiat give ham en bil for præstationen, hvortil han svarede, at han ikke havde kørekort, og at han ville give bilen til sin far, idet han så håbede, at denne ville give ham en scooter. Senere kom han til skade i en trafikulykke og måtte holde pause fra roningen i et halvt år. Han indstillede karrieren i 1971.

## OL-medaljer
- 1968:  Guld i toer med styrmand